# Дім (фільм, 2016)
«Дім» (англ. Home) — бельгійський драматичний фільм 2016 року, поставлений режисеркою Фін Трох. Світова прем'єра відбулася 3 вересня 2016 року на 73-му Венеційському міжнародному кінофестивалі, де фільм брав участь в програмі секції «Венеційські горизонти». У 2018 році стрічка була висунута номінантом в 4-х категоріях бельгійської національної кінопремії «Магрітт» та отримала нагороду як «Найкращий фламандський фільм» .

## Сюжет
Відбувши термін покарання в колонії для неповнолітніх, 17-річний Кевін переїжджає до своєї тітки, яка погодилася забезпечити йому стабільне родинне життя та навчити ремеслу сантехніка. Хлопчик відразу ж стає частиною кола спілкування свого кузена Семмі, завойовує серце його дівчини. Познайомившись з Джоном, Кевін дізнається про непросту ситуацію у нього вдома. Позбавлені того, що сім'я надає іншим, Кевін і Джон переживають почуття відчуження, яке ось-ось переросте в насильство.

## У ролях
| • Джероен Персеваль | … | колега-сентехнік 1   |
| • Наталі Броодс     | … | вчителька            |
| • Кевін Дженссенс   | … | чоловік на весіллі   |
| • Ян Гамменекер     | … | поліцейський слідчий |
| • Том Ауденарт      | … | вчитель              |
| • Ельс Доттерманс   | … | мати Кевіна          |
| • Суф'ян Чиля       | … | друг з минулого      |
| • Коен Мортьє       | … | директор школи       |
| • Карлейн Сілегем   | … | Соня                 |
| • Себастьян ван Дун | … | Кевін                |
| • Кателейне Вербеке | … | мати Ліни            |
| • Лена Сайкербек    | … | Ліна                 |
| • Містраль Гідотті  | … | Джон                 |
| • Лоїк Беллеманс    | … | Семмі                |

## Знімальна група
- Автор сценарію — Ніко Льонен, Фін Трох
- Режисер-постановник — Фін Трох
- Продюсер — Антоніо Ломбардо
- Співпродюсери — Жак-Анрі Бронкар, Олів'є Бронкар
- Оператор — Франк ван ден Ееден
- Композитор — Джонні Джевел
- Монтаж — Ніко Льонен
- Художник-постановник — Джеф Переманс
- Художник з костюмів — Юдіт ван Герк, Валері Ле Рой

## Нагороди та номінації
| Список нагород та номінацій             | Список нагород та номінацій | Список нагород та номінацій               | Список нагород та номінацій                           | Список нагород та номінацій | Список нагород та номінацій |
| Кінофестиваль/Кінопремія                | Рік                         | Категорія                                 | Номінант(и)                                           | Результат                   | Дж                          |
| --------------------------------------- | --------------------------- | ----------------------------------------- | ----------------------------------------------------- | --------------------------- | --------------------------- |
| Венеційський міжнародний кінофестиваль  | 2016                        | Найкращий фільм — Венеційські горизонти   | Дім                                                   | Номінація                   |                             |
| Венеційський міжнародний кінофестиваль  | 2016                        | Найкращий режисер — Венеційські горизонти | Фін Трох                                              | Перемога                    |                             |
| Міжнародний кінофестиваль у Торонто     | 2016                        | Приз Платформа                            | Фін Трох                                              | Номінація                   |                             |
| Гентський міжнародний кінофестиваль     | 2016                        | Гран-прі — Найкращий фільм                | Дім                                                   | Номінація                   |                             |
| Гентський міжнародний кінофестиваль     | 2016                        | Приз аудиторії за найкращий фільм         | Дім                                                   | Перемога                    |                             |
| Гентський міжнародний кінофестиваль     | 2016                        | Приз Canvas Audience                      | Фін Трох                                              | Перемога                    |                             |
| Гентський міжнародний кінофестиваль     | 2016                        | Приз Жоржа Делерю за найкращу музику      | Джонні Джевел                                         | Перемога                    |                             |
| Гентський міжнародний кінофестиваль     | 2016                        | Приз молодого журі — Спеціальна згадка    | Дім                                                   | Номінація                   |                             |
| Кінофестиваль в Остенде                 | 2017                        | Найкращий фільм                           | Фін Трох (режисер), Антоніо Ломбардо (продюсер)       | Перемога                    |                             |
| Кінофестиваль в Остенде                 | 2017                        | Найкращий режисер                         | Фін Трох                                              | Перемога                    |                             |
| Кінофестиваль в Остенде                 | 2017                        | Найкращий актор                           | Лоїк Беллеманс, Містраль Гідотті та Себастьян Ван Дун | Перемога                    |                             |
| Кінофестиваль в Остенде                 | 2017                        | Найкраща акторка                          | Лена Сайкербек                                        | Перемога                    |                             |
| Кінофестиваль в Остенде                 | 2017                        | Найкраща акторка другого плану            | Ельс Десекольї                                        | Перемога                    |                             |
| Кінофестиваль в Остенде                 | 2017                        | Найкращий сценарій                        | Ніко Льонен, Фін Трох                                 | Номінація                   |                             |
| Кінофестиваль в Остенде                 | 2017                        | Найкращий монтаж                          | Ніко Льонен                                           | Перемога                    |                             |
| Стамбульський міжнародний кінофестиваль | 2017                        | Золотий тюльпан                           | Дім                                                   | Номінація                   |                             |
| Премія Європейської кіноакадемії        | 2017                        | Приз European University                  | Фін Трох                                              | Номінація                   |                             |
| Європейський кінофестиваль в Лез-Аркс   | 2017                        | Гран-прі журі                             | Дім                                                   | Перемога                    |                             |
| Мюнхенський кінофестиваль               | 2017                        | Приз ARRI/OSRAM — Спеціальна згадка       | Дім                                                   | Перемога                    |                             |
| Премія Андре Каванса                    | 2017                        | Найкращий фільм року                      | Дім                                                   | Перемога                    | [ 6 ]                       |
| Премія «Магрітт»                        | 3.02.2018                   | Найкращий фламандський фільм              | Дім                                                   | Перемога                    | [ 3 ] [ 4 ]                 |
| Премія «Магрітт»                        | 3.02.2018                   | Найперспективніший актор                  | Містраль Гідотті                                      | Номінація                   | [ 3 ] [ 4 ]                 |
| Премія «Магрітт»                        | 3.02.2018                   | Найперспективніша акторка                 | Лена Сайкербек                                        | Номінація                   | [ 3 ] [ 4 ]                 |
| Премія «Магрітт»                        | 3.02.2018                   | Найкращий монтаж                          | Ніко Льонен                                           | Номінація                   | [ 3 ] [ 4 ]                 |